# Jeffrey Klarik
Jeffrey Klarik es un escritor y productor estadounidense. Fue coproductor de la sitcom de la NBC Mad About You. En 2002 creó la serie de la UPN Half & Half, que se transmitió durante cuatro temporadas y recibió varios premios NAACP. Junto con su pareja David Crane (cocreador de Friends) creó la sitcom The Class en 2006.
En 2011, Klarik y Crane crearon una nueva sitcom para la BBC. Fue emitida por primera vez en los Estados Unidos en Showtime el domingo 9 de enero de 2001 y más tarde en la BBC Two el lunes 10 de enero de 2011. Titulada "Episodes", cuenta entre su elenco con la estrella de Friends Matt LeBlanc y con Stephen Mangan y Tamsin Greig de Green Wing.

## Filmografía
- Episodes, 2011 (creador y productor ejecutivo)
- The Class, 2006 - 2007 (creador, escritor y productor ejecutivo)
- Half & Half, 2002 - 2006 (creador y productor)
- Carly(piloto), 2001 (creador y productor ejecutivo)
- Kiss the Bride (episodio piloto) (creador y productor ejecutivo)
- By Anne Nivel (episodio piloto) (creador y productor ejecutivo)
- B.S, 2002 (creador y productor ejecutivo)
- Fourplay (episodio piloto) (creador y productor ejecutivo)
- Ink, 1996 - 1997 (escritor)
- The Naked Truth, 1995 - 1998 (escritor)
- Mad About You, 1992 - 1999 (escritor y coproductor)
- Dream On, 1990 - 1996 (escritor)